# Beyrède-Jumet
Beyrède-Jumet est une ancienne commune française située dans le département des Hautes-Pyrénées, en région Occitanie. Le 1er janvier 2019, elle devient une commune déléguée de Beyrède-Jumet-Camous.
Ses habitants sont appelés les Beyrèdois.

## Géographie

### Localisation
Ancienne commune située dans les Pyrénées en vallée d'Aure, le village est composé des hameaux de Beyrède et de Jumet situés à une altitude moyenne de 750 et 870 mètres. Ils se trouvent à quatre kilomètres d’Arreau, capitale historique de la vallée.

#### Communes limitrophes

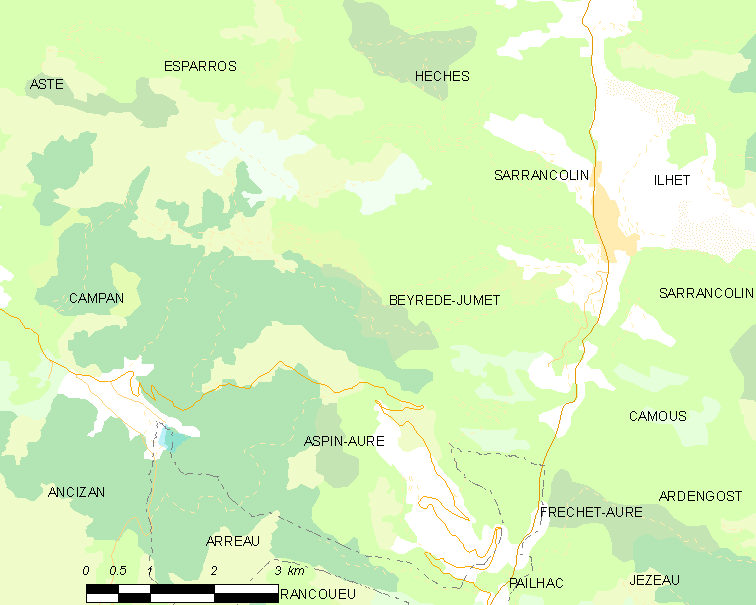
Carte de la commune de Beyrède-Jumet et des proches communes.

| Esparros   | Hèches        | Sarrancolin, Ilhet            |
| Campan     | Beyrède-Jumet | Camous (Beyrède-Jumet-Camous) |
| Aspin-Aure | Arreau        | Fréchet-Aure                  |

### Hydrographie
Le ruisseau de Beyrède traverse le village d'ouest en est avant de se jeter dans la Neste et forme une partie de la limite nord avec la commune de Sarrancolin.
Le ruisseau de Meye Lègue traverse le village d'ouest en est avant de se jeter dans la Neste et forme une partie de la limite sud avec la commune d'Arreau.
La Neste traverse le village du sud au nord et forme la limite est avec les communes de Fréchet-Aure, d'Ilhet et de Camous.
Le ruisseau de l'Esperère traverse le village d'ouest en est avant de se jeter dans la Neste et le ruisseau du Mouné se jette dans le ruisseau de Beyrède.

### Climat
La commune jouit d'un climat montagnard caractérisé par des étés doux (température moyenne de 25 °C) et des périodes de beaux temps. Parfois des orages éclatent sous forme de fortes averses, imprévues et violentes. Quant aux hivers, ils sont frais ou froids avec des températures de 3 °C en moyenne, et souvent humides avec de fréquentes dépressions en provenance de l'Atlantique amenant de la pluie.

### Voies de communication et transports
Cette commune est desservie par la route départementale D 929.

## Logement
En 2012, le nombre total de logements dans la commune est de 175.
Parmi ces logements, 62.1  % sont des résidences principales, 30.5  % des résidences secondaires et  7.3   % des logements vacants.

### Toponymie

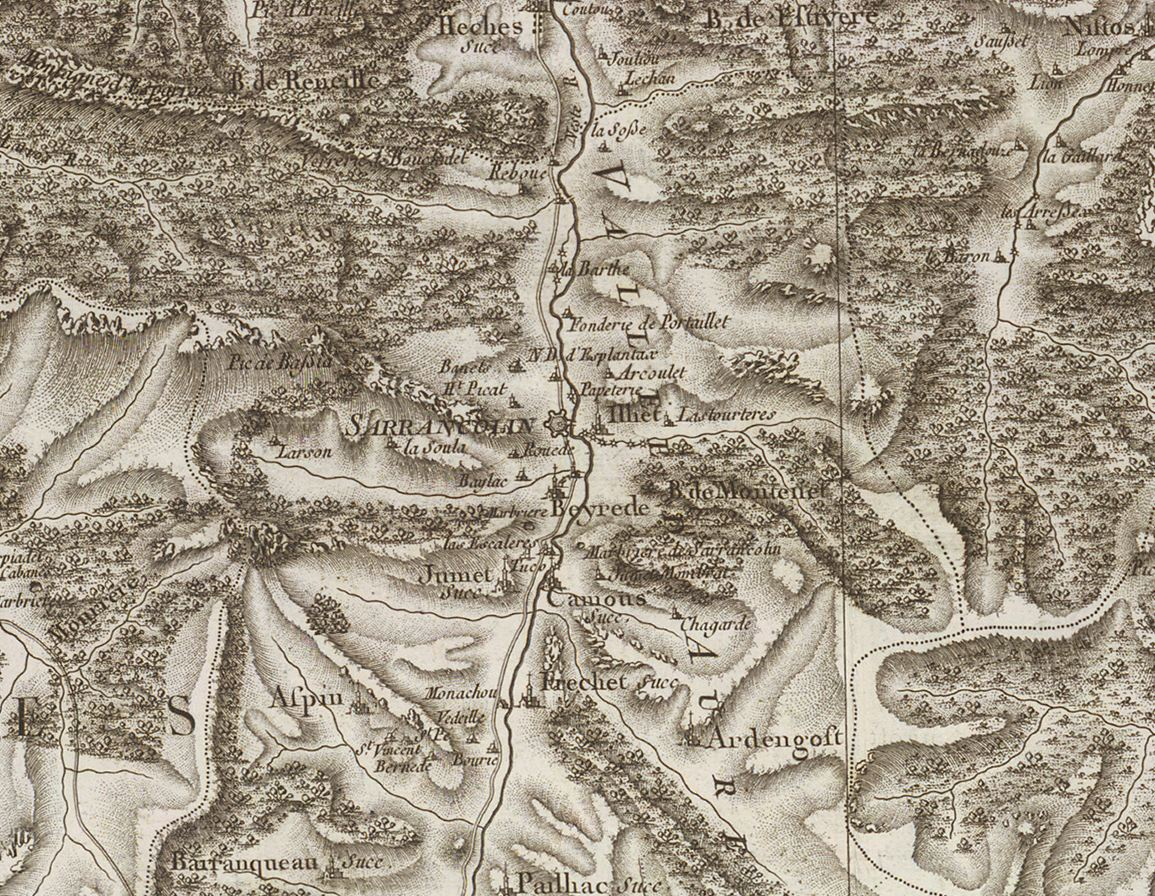
Extrait de la carte de Cassini (entre 1756 et 1789) situant Beyrède-Jumet au sud de Sarrancolin

On trouvera les principales informations dans le Dictionnaire toponymique des communes des Hautes-Pyrénées de Michel Grosclaude et Jean-François Le Nail qui rapporte les dénominations historiques du village :

### Beyrède
Dénominations historiques :
- Arnaldus de Beireda, latin et gascon (1216, actes Bonnefont) ;
- De Beyreda, (1387, pouillé du Comminges) ;
- Beyrede, (fin XVIIIe siècle, carte de Cassini).

Nom occitan : Veireda.

### Jumet
Dénominations historiques :
- de Jumeto Vezano, de Jumeto, latin (1387, (pouillé du Comminges) ;
- Jumet, (fin XVIIIe siècle, carte de Cassini).

Nom occitan : Jumet.

## Histoire
Jumet, d'abord commune du canton de Sarrancolin en 1790, est rattachée entre 1791 et 1801 à Beyrède.

### Cadastre napoléonien de Beyrède-Jumet
Le plan cadastral napoléonien de Beyrède-Jumet est consultable sur le site des archives départementales des Hautes-Pyrénées.

### Époque contemporaine
Par un arrêté préfectoral du 28 décembre 2018, la commune fusionne avec Camous au 1er janvier 2019 pour former la commune nouvelle de Beyrede-Jumet-Camous.

## Politique et administration

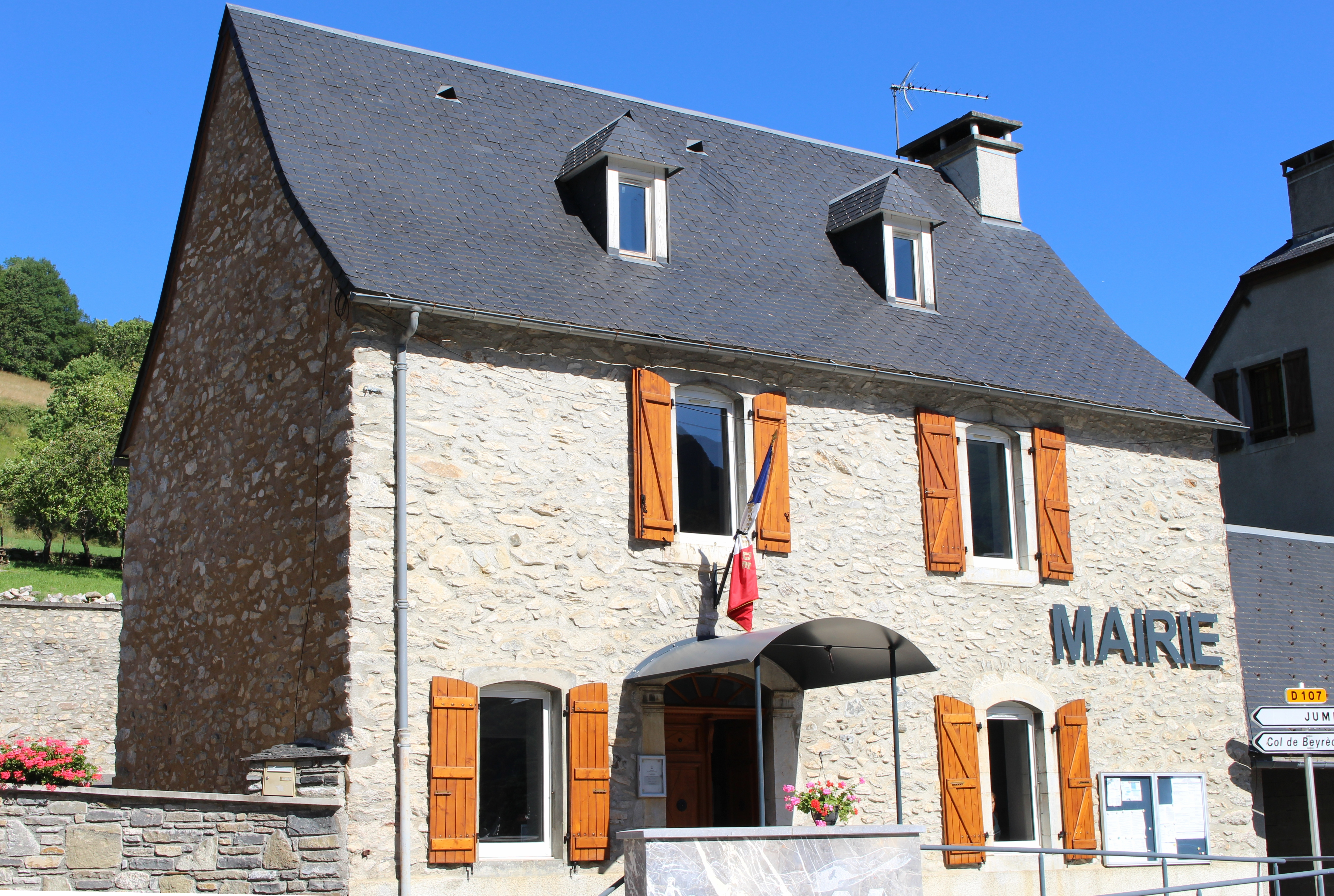
La mairie.

### Liste des maires
| Période                                  | Période       | Identité       | Étiquette | Qualité |
| ---------------------------------------- | ------------- | -------------- | --------- | ------- |
| Les données manquantes sont à compléter. |               |                |           |         |
| 1946                                     | mars 2001     | Antoine Rumeau | PCF       |         |
| mars 2001                                | décembre 2018 | Gilbert Rotge  |           |         |

### Rattachements administratifs et électoraux

#### Historique administratif
Sénéchaussée de Toulouse, élection de Comminges,  canton de Sarrancolin (1790), d'Arreau (depuis 1801). Jumet, d'abord commune du canton de Sarrancolin en 1790, est rattachée entre 1791 et 1801 à Beyrède, fusion avec Camous le 1er janvier 2019.

## Démographie
L'évolution du nombre d'habitants est connue à travers les recensements de la population effectués dans la commune depuis 1793. Pour les communes de moins de 10 000 habitants, une enquête de recensement portant sur toute la population est réalisée tous les cinq ans, les populations de référence des années intermédiaires étant quant à elles estimées par interpolation ou extrapolation. Pour la commune, le premier recensement exhaustif entrant dans le cadre du nouveau dispositif a été réalisé en 2004.

En 2016, la commune comptait 188 habitants, en évolution de −15,7 % par rapport à 2010 (Hautes-Pyrénées : +1,59 %, France hors Mayotte : +2,11 %).
| 1793 | 1800 | 1806 | 1821 | 1831 | 1836 | 1841 | 1846 | 1851 |
| ---- | ---- | ---- | ---- | ---- | ---- | ---- | ---- | ---- |
| 212  | 472  | 493  | 577  | 652  | 639  | 552  | 582  | 519  |

| 1856 | 1861 | 1866 | 1872 | 1876 | 1881 | 1886 | 1891 | 1896 |
| ---- | ---- | ---- | ---- | ---- | ---- | ---- | ---- | ---- |
| 518  | 531  | 485  | 417  | 431  | 436  | 438  | 419  | 375  |

| 1901 | 1906 | 1911 | 1921 | 1926 | 1931 | 1936 | 1946 | 1954 |
| ---- | ---- | ---- | ---- | ---- | ---- | ---- | ---- | ---- |
| 352  | 344  | 321  | 311  | 359  | 306  | 230  | 335  | 331  |

| 1962 | 1968 | 1975 | 1982 | 1990 | 1999 | 2004 | 2006 | 2009 |
| ---- | ---- | ---- | ---- | ---- | ---- | ---- | ---- | ---- |
| 241  | 200  | 222  | 237  | 256  | 217  | 200  | 197  | 219  |

| 2014 | 2016 | - | - | - | - | - | - | - |
| ---- | ---- | - | - | - | - | - | - | - |
| 192  | 188  | - | - | - | - | - | - | - |

## Culture locale et patrimoine

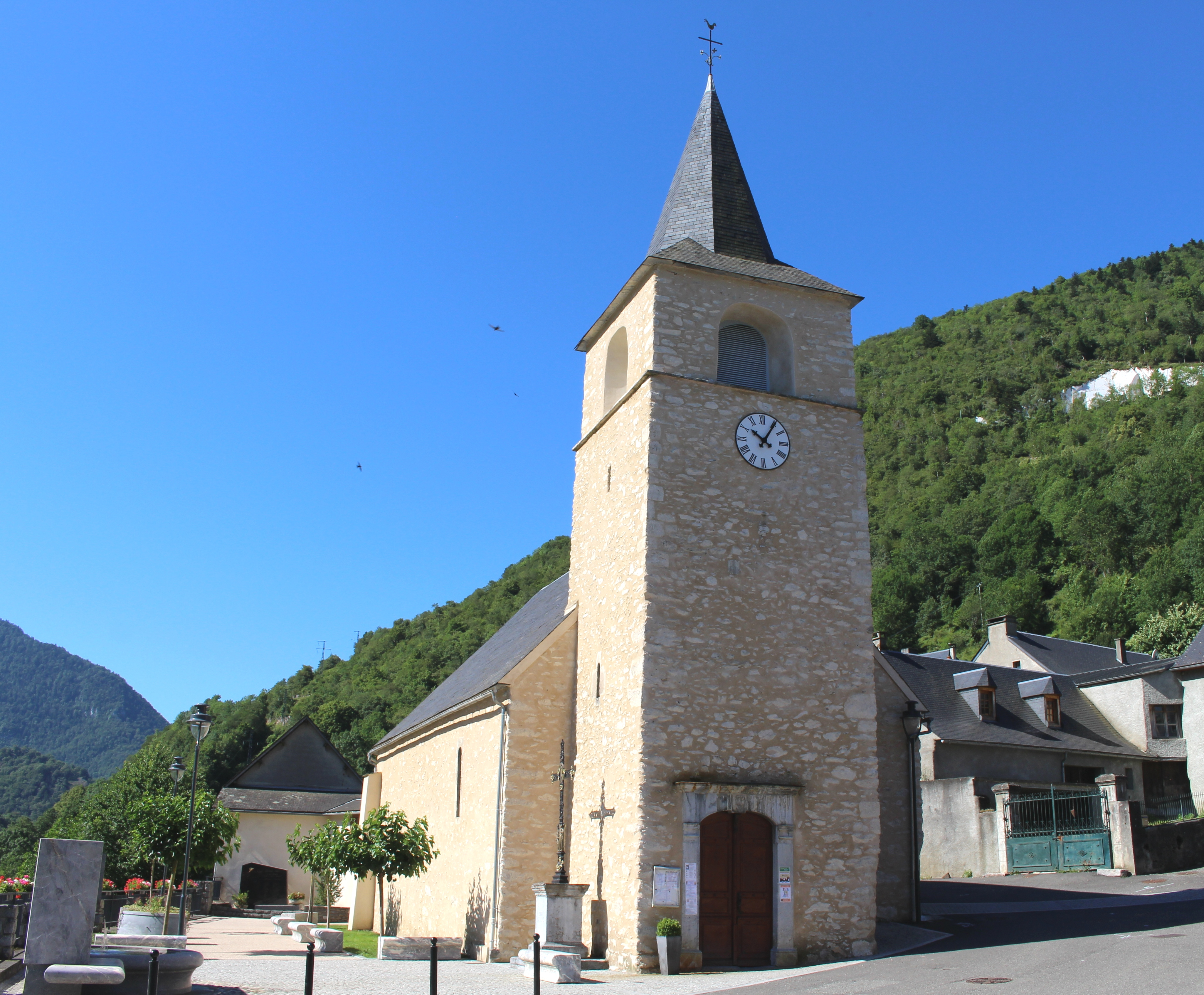
L'Église Saint-Martin de Beyrède.

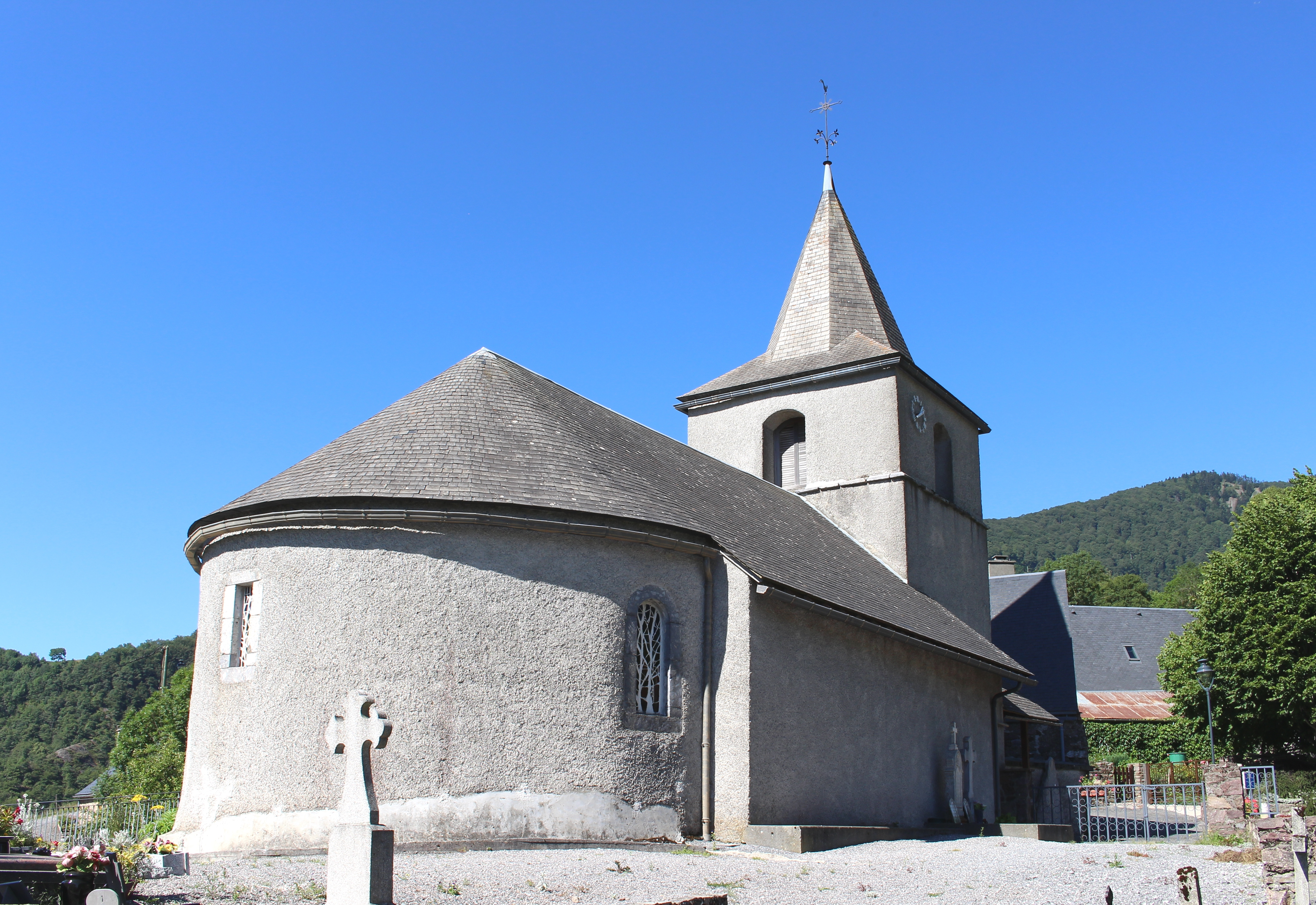
L'Église Saint-Geniès de Jumet.

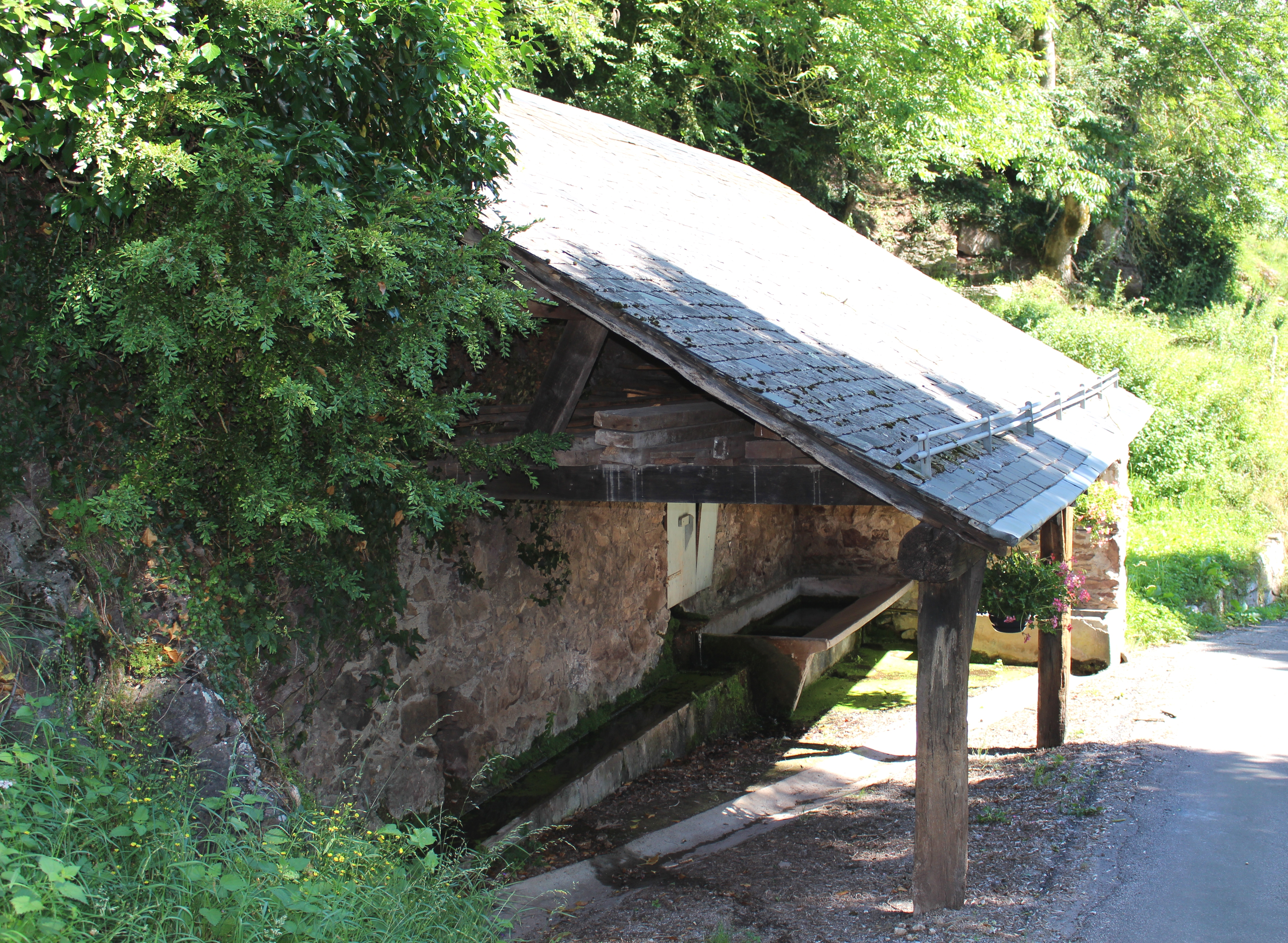
Le lavoir de Jumet.

### Lieux et monuments
- Église Saint-Martin de Beyrède.
- Église Saint-Geniès de Jumet.
- La carrière de marbre de Beyrède fut utilisée à l'époque de Louis XIV et Louis XV, pour construire plusieurs cheminées du château de Versailles.
- Lavoir.

### Personnalités liées à la commune
- Louis-Antoine de Pardaillan de Gondrin, 1er duc d'Antin (1711) fit ouvrir la carrière de marbre à Beyrède, mentionnée dans l'histoire du château de Versailles.
- Joachim Estrade, ingénieur natif de Beyrède-Jumet.

## Voir aussi

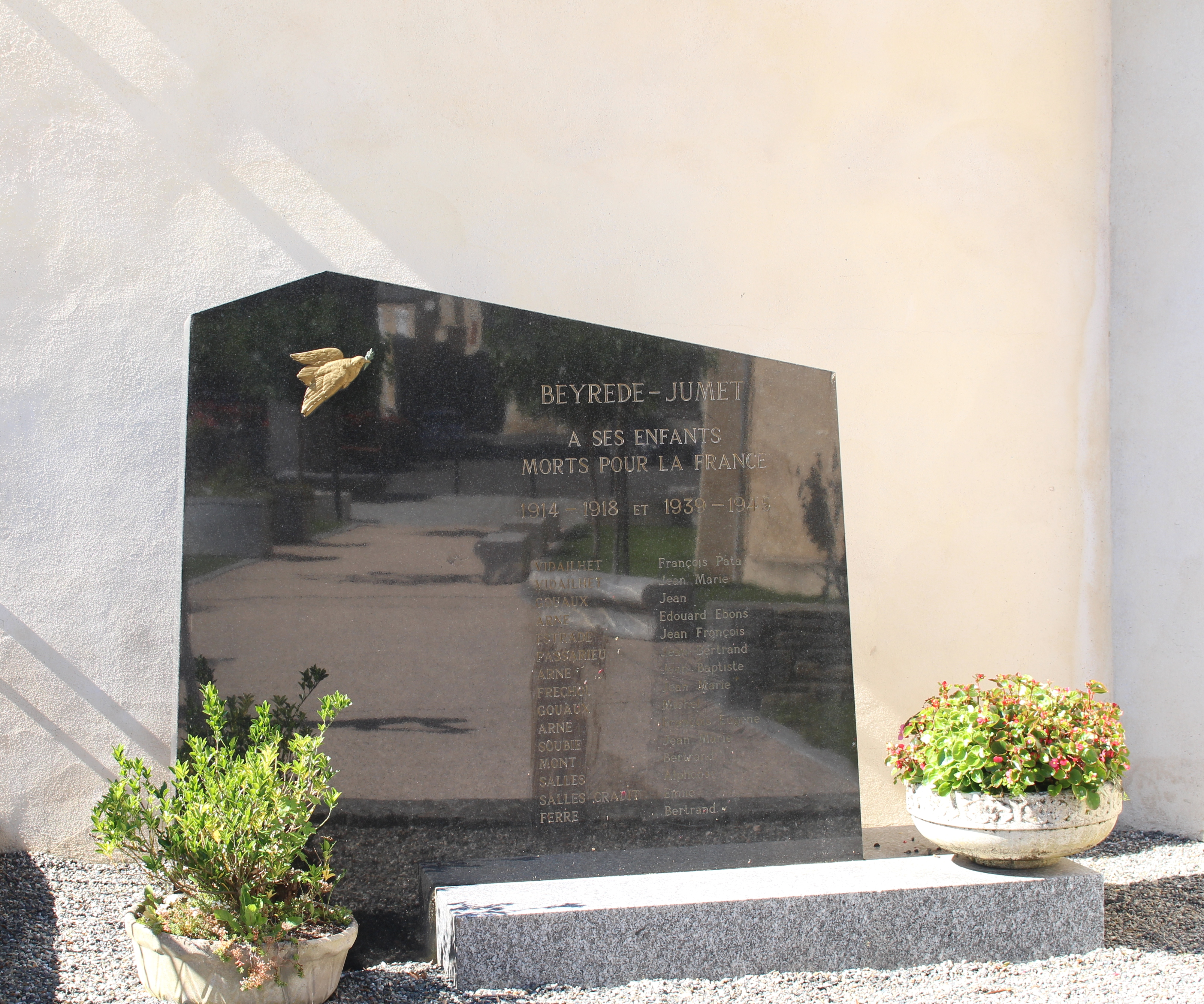
Le Monument aux morts municipal.

### Héraldique
| Blason | Blasonnement : d'azur à la chaîne de montagnes de même, les sommets enneigés d'argent, chargée de deux moutons arrêtés affrontés du même sur une terrasse ondée de sinople chargée d'un sabot aussi d'argent, au comble d'or chargé de quatre pals de gueules |